# IGF-2
L'IGF-2, de l'anglais insulin-like growth factor 2 (aussi appelée somatomédine A) est une hormone peptidique présentant des similarités structurelles avec l'insuline. Elle est normalement sécrétée par le foie et possède des propriétés hypoglycémiantes, mitogènes, et régulatrices de croissance. C'est un facteur de croissance important chez le fœtus, tout comme l'IGF-1 est un facteur de croissance chez l'adulte. Son gène est situé sur le chromosome 11p15.5.
L'IGF-2 peut être sécrété de manière anormale par les tumeurs fibreuses solitaires et est alors responsable d'un syndrome de Doege-Potter. Il est également impliqué dans le syndrome de Silver-Russell, les rhabdomyosarcomes et les tumeurs de Wilms.